# 2XL (serial telewizyjny)
2XL – polski serial obyczajowy telewizji Polsat emitowany od 5 września do 28 listopada 2013 roku.

## Fabuła
Agata Dec (Elżbieta Romanowska) jest z zawodu biologiem, odnosi wiele sukcesów, jednak ma kompleksy związane z otyłością. Odżywia się wyłącznie kawą i sałatą, co prowadzi do częstych omdleń. W końcu trafia do szpitala, gdzie lekarz radzi jej, aby skontaktowała się z dietetyczką. Tym sposobem trafia do Laury Zabawskiej (Edyta Jungowska), która również boryka się z nadwagą. W wyniku problemów w małżeństwie szuka pocieszenia w czekoladkach. Obie panie wkrótce zostają przyjaciółkami.

## Obsada
| Aktor                   | Rola                                     |
| ----------------------- | ---------------------------------------- |
| Edyta Jungowska         | Laura Zabawska                           |
| Elżbieta Romanowska     | Agata Dec                                |
| Ewa Kaim                | Bożena, przyjaciółka Agaty               |
| Marek Kaliszuk          | Jurek Kojder, przyjaciel Agaty           |
| Przemysław Sadowski     | Karol Zabawski, mąż Laury                |
| Natalia Klimas          | Ola Bielewicz, siostra Laury             |
| Filip Bobek             | Albert Bielewicz                         |
| Piotr Rogucki           | Alek Bromski, współpracownik Agaty       |
| Bartłomiej Nowosielski  | Igor, współpracownik Agaty               |
| Piotr Polk              | Piotr Jarema, szef Agaty                 |
| Piotr Stramowski        | Robert Wielgosz, współpracownik Agaty    |
| Jan Monczka             | Leszek Pros, ojciec Laury                |
| Łukasz Płoszajski       | Andrzej                                  |
| Dominika Janik          | Ada Bielewicz, córka Oli i Alberta       |
| Marta Dąbrowska         | Kinga, sekretarka i kochanka Zabawskiego |
| Robert Czebotar         | Dariusz Wilk, szef Laury                 |
| Małgorzata Zajączkowska | Maria Dec, matka Agaty                   |
| Witold Dębicki          | Jarosław Dec, ojciec Agaty               |
| Jan Wieczorkowski       | Adam Mirski                              |
| Katarzyna Kołeczek      | recepcjonistka Kasia                     |

## Spis serii
| Seria | Sezon       | Odcinki   | Premiera serii  | Finał serii       | Pora emisji    | Średnia oglądalność |
| ----- | ----------- | --------- | --------------- | ----------------- | -------------- | ------------------- |
| 1.    | jesień 2013 | 1–13 (13) | 5 września 2013 | 28 listopada 2013 | czwartek 22:00 | 1 526 160           |